# إيمي كاسل (ممثلة)
إيمي كاسل (بالإنجليزية: Amy Castle) هي يوتيوبية وممثلة أمريكية، ولدت في 2 أبريل 1990 في وودلاند هيلز، كاليفورنيا في الولايات المتحدة.

## وصلات خارجية
- إيمي كاسل (ممثلة) على موقع IMDb (الإنجليزية)
- إيمي كاسل (ممثلة) على موقع قاعدة بيانات الفيلم (الإنجليزية)